# Oonagh Tour 2015
Oonagh Tour 2015 var Oonaghs första konsertturné.

## Datum
| Datum         | Stad                 | Arena                   |
| ------------- | -------------------- | ----------------------- |
| 15 April 2015 | Pahlen               | Eiderland Halle         |
| 16 April 2015 | Hamburg              | Congress Center Hamburg |
| 18 April 2015 | Göttingen            | Stadthalle              |
| 19 April 2015 | Erlangen             | Heinrich-Lades-Halle    |
| 20 April 2015 | Berlin               | Admiralspalast          |
| 21 April 2015 | Hannover             | Theater am Aegi         |
| 22 April 2015 | Bremen               | Die Glocke              |
| 24 April 2015 | Erfurt               | Alte Oper               |
| 25 April 2015 | Riesa                | Stadthalle Riesa        |
| 26 April 2015 | Magdeburg            | Stadthalle Magdeburg    |
| 28 April 2015 | Bielefeld            | Rudolf-Oetker-Halle     |
| 30 April 2015 | Freiburg im Breisgau | Paulussaal              |
| 1 maj 2015    | Reutlingen           | Stadthalle Reutlingen   |

## Galleri

Senta-Sofia Delliponti alias Oonagh
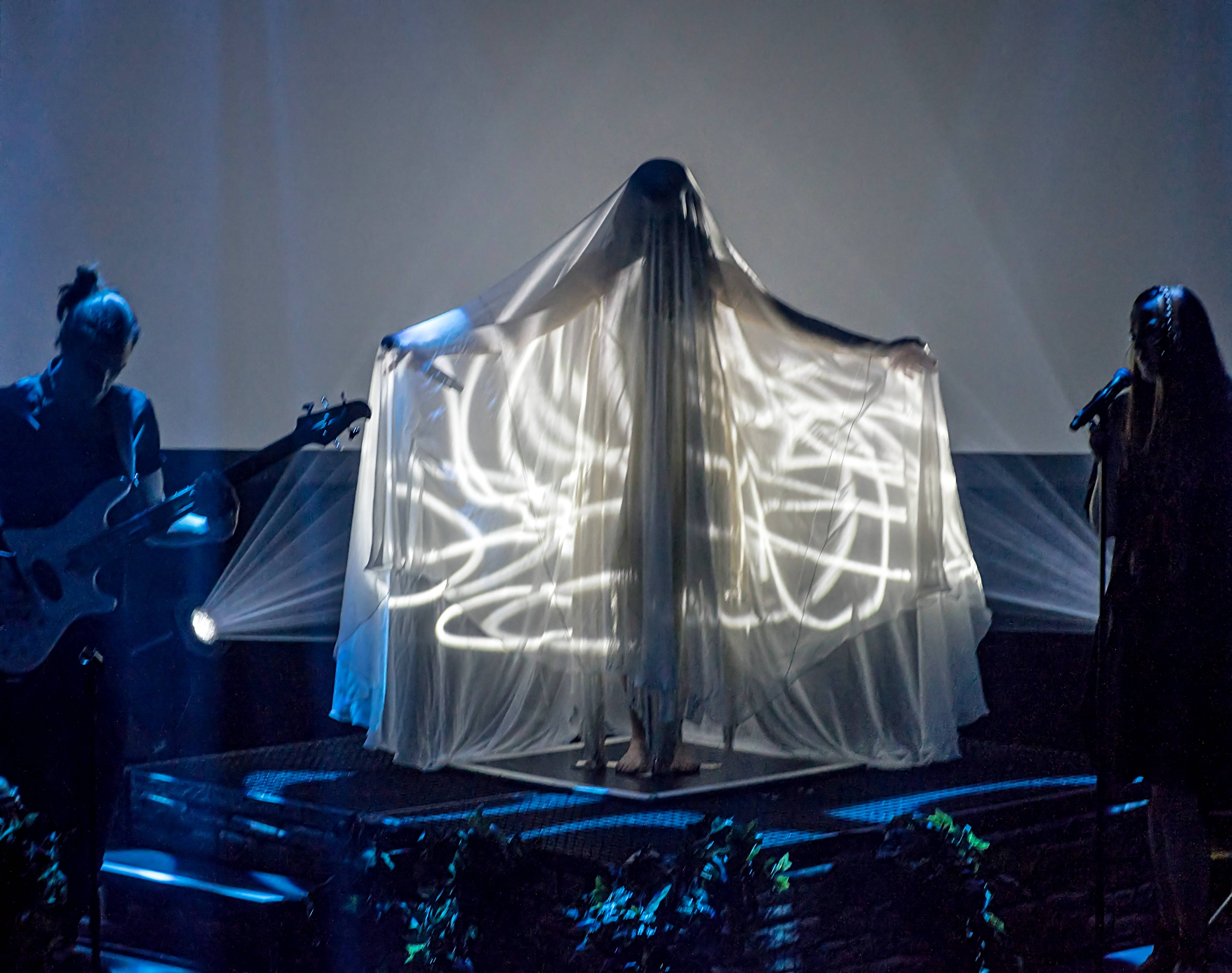
Från Oonagh Tour 2015 Friburg.
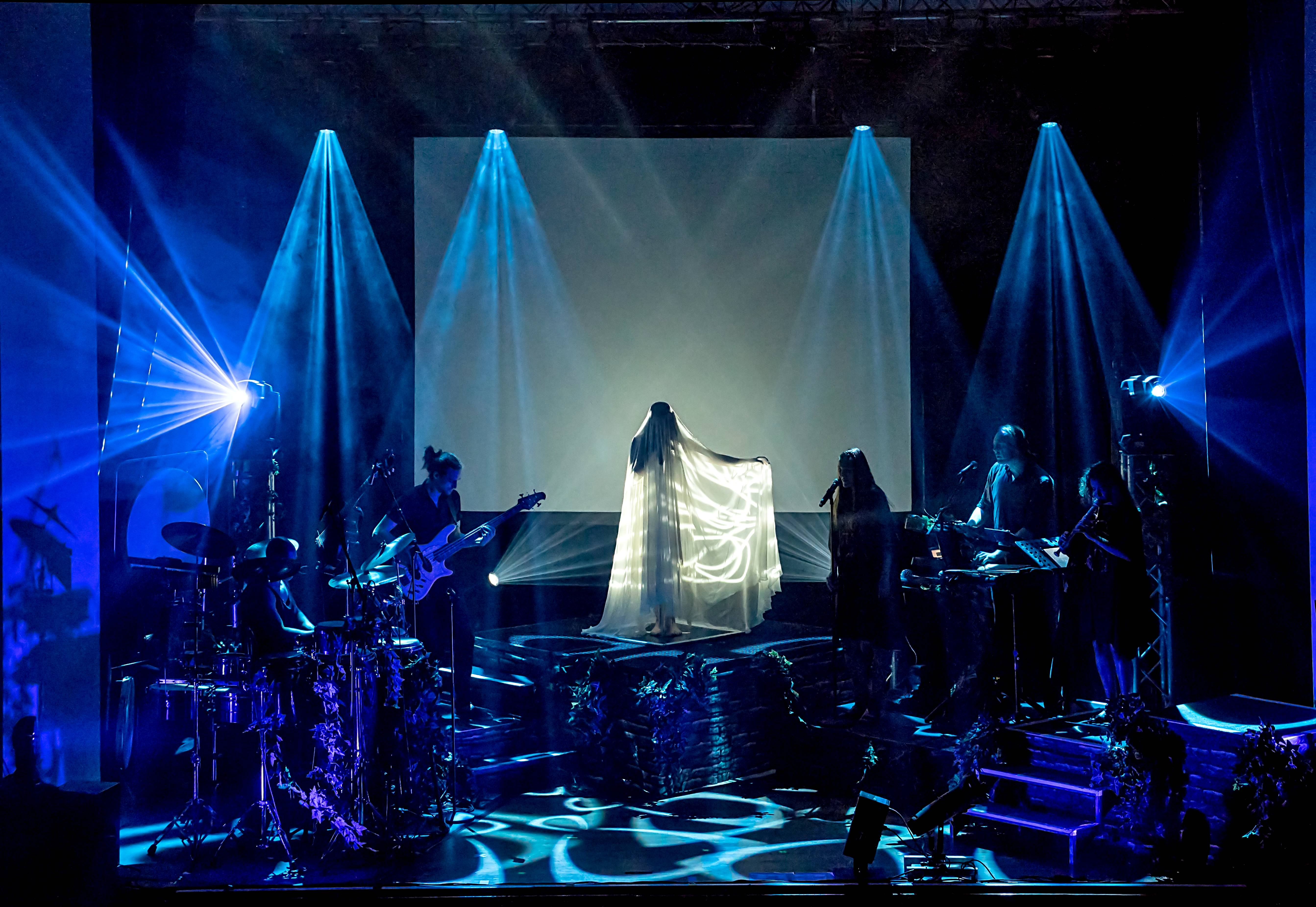
Från Oonagh Tour 2015 Friburg.
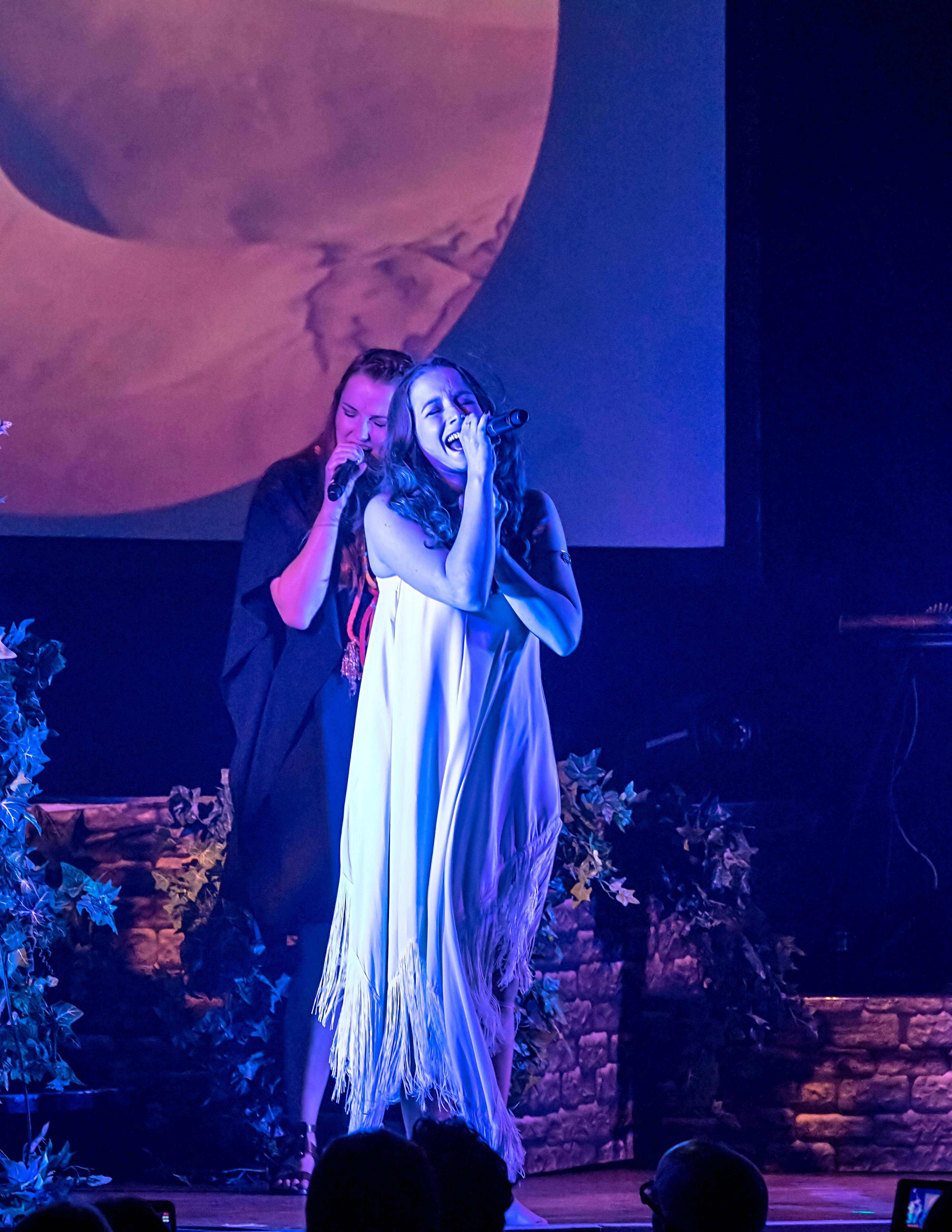
Från Oonagh Tour 2015 Friburg.
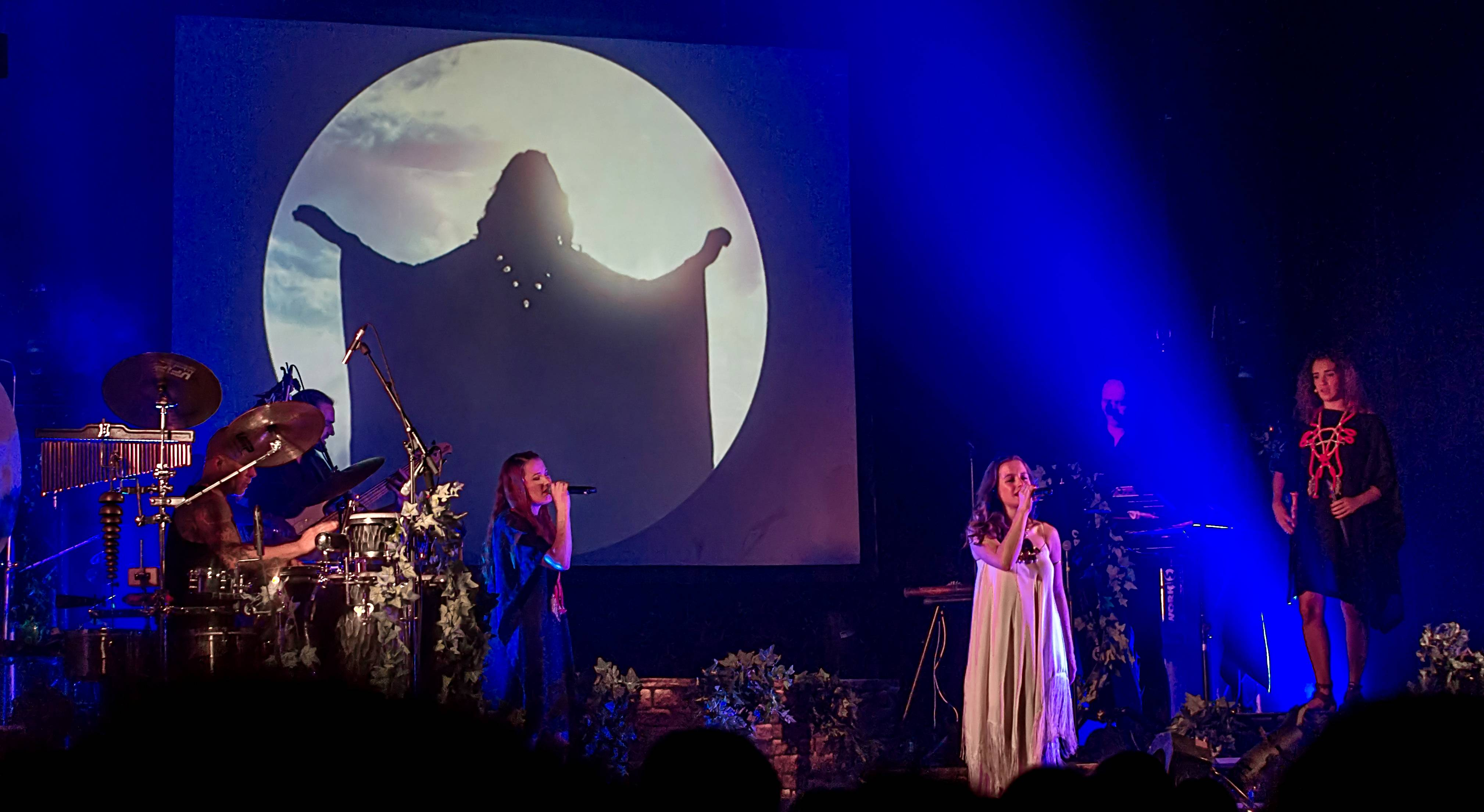
Från Oonagh Tour 2015 Friburg.